# Aislín McGuckin
Aislín McGuckin (Newry, Irlanda del Norte; 1974) es una actriz británica, más conocida por haber interpretado a Liz Merrick en la serie Heartbeat.

## Biografía
Se entrenó en el "Rose Bruford College of Theatre & Performance" en el sudeste de Londres.
En junio de 2004, se casó con el actor irlandés Aidan McArdle.

## Carrera
En 1999 interpretó a Emily Peggotty de adulta en la película David Copperfield.
En 2003 se unió al elenco principal de la duodécima temporada de la serie Heartbeat, donde dio vida a la doctora Liz Merrick hasta la decimocuarta temporada en 2004.
En 2014 se unió al elenco recurrente de la nueva serie Outlander, donde interpretó a Letitia Chisholm-MacKenzie.

## Filmografía

### Series de televisión
| Año         | Título        | Personaje         | Notas                          |
| ----------- | ------------- | ----------------- | ------------------------------ |
| 2014 - 2015 | Outlander     | Letitia MacKenzie | 5 episodios                    |
| 2012        | New Tricks    | Laura Marsh       | episodio "Queen and Country"   |
| 2008 - 2009 | Holby City    | Callie Taylor     | 8 episodios                    |
| 2003 - 2004 | Heartbeat     | Dra. Liz Merrick  | 46 episodios                   |
| 1998, 2000  | The Creatives | Rhona Platt       | 12 episodios                   |
| 1998        | Amongst Women | Nell              | 2 episodios - miniserie        |
| 1995        | Casualty      | Niamh Quinn       | episodio "When All Else Fails" |

### Películas
| Año  | Título              | Personaje      | Notas |
| ---- | ------------------- | -------------- | --- |
| 2005 | The White Countess  | Maria          | junto a Natasha Richardson, Lynn Redgrave, John Wood, Vanessa Redgrave y Allan Corduner y Madeleine Daly              |
| 1999 | David Copperfield   | Emily Peggotty | junto a Emilia Fox, Maggie Smith, John Normington, Daniel Radcliffe, Trevor Eve, Michael Elphick y Alun Armstrong     |
| 1998 | The Unknown Soldier | Jenny Davis    | junto a Juliet Aubrey, Gary Mavers, John Light, Paul Brooke, Olivia Caffrey y Tom Chadbon                             |
| 1998 | The Nephew          | Aislín Brady   | junto a Hill Harper, Sinéad Cusack, Luke Griffin, Phelim Drew, Pierce Brosnan, Donal McCann, Niall Toibin y Tony Rohr |
| 1996 | Trojan Eddie        | Kathleen       | junto a Stephen Rea, Richard Harris, Stuart Townsend, Brendan Gleeson, Sean McGinley y Angeline Ball                  |

### Apariciones
| Año  | Título        | Notas      |
| ---- | ------------- | ---------- |
| 2005 | Casting About | documental |

### Teatro
| Año  | Obra                       | Personaje                | Director (a)        | Teatro            | Notas                                                                |
| ---- | -------------------------- | ------------------------ | ------------------- | ----------------- | -------------------------------------------------------------------- |
| 2013 | King Lear                  | Goneril                  | Lucy Bailey         | Theatre Royal     | junto a Paul Shelley, David Haig, Simon Gregor y Fiona Button        |
| 2011 | Macbeth                    | Lady Macbeth             | Michael Boyd        | Royal S. Theatre  | junto a Jonathan Slinger, Steve Toussaint y Howard Charles           |
| 2011 | The Homecoming             | Ruth                     | David Farr          | The Swan Theatre  | junto a Nicholas Woodeson, Des McAleer y Justin Salinger             |
| 2010 | The Duchess of Malfi       | Duquesa                  | Elizabeth Freestone | Greenwich Theatre | junto a Tim Steed, Richard Bremmer y Edmund Kingsley                 |
| 2009 | The Home Place             | Margaret                 | Mick Gordon         | -                 | junto a Ian McElhinney, Conleth Hill, Stuart Graham y Kyle Riley     |
| 2009 | Dial M For Murder          | Esposa                   | Lucy Bailey         | -                 | junto a Nick Fletcher, Richard Lintern, Daniel Hill y Des McAleer    |
| 2007 | Dancing at Lughnasa        | -                        | Mick Gordon         | -                 | junto a Laura Donnelly, Geraldine Fitzgerald y Gerard McSorley       |
| 2005 | Aristocrats                | Anna                     | Tom Cairns          | National Theatre  | junto a Dervla Kirwan, Gina McKee, Andrew Scott y Peter McDonald     |
| 2005 | Twelfth Night              | Olivia                   | -                   | Royal S. Theatre  | junto a Richard Cordery, Barnaby Kay, Clive Wood y Forbes Masson     |
| 2001 | Richard III                | Lady Anne                | -                   | Young Vic Theatre | junto a Aidan McArdle, Richard Dillane y Sam Troughton               |
| -    | Volpone                    | Celia                    | Elizabeth Freestone | -                 | junto a Richard Bremmer, Mark Hadfield y Tim Steed                   |
| 2001 | Henry VI Part III          | Edmund, Señor de Rutland | -                   | Michael Boyd      | junto a Richard Cordery, Sam Troughton y Richard Dillane             |
| 2001 | Henry VI Part II           | Margery Jourdain         | Michael Boyd        | -                 | junto a David Oyelowo, Jake Nightingale, Richard Dillane y John Kane |
| 2001 | Henry VI Part I            | Condesa de Auvergne      | Michael Boyd        | -                 | junto a David Oyelowo, Clive Wood, Sam Troughton y Fiona Bell        |
| -    | The Clearing               | -                        | -                   | -                 | -                                                                    |
| -    | Our Father                 | -                        | -                   | Almeida Theatre   | -                                                                    |
| -    | The Steward of Christendom | -                        | -                   | Gate Theatre      | -                                                                    |
| -    | Maps for Lost Lovers       | -                        | -                   | -                 | -                                                                    |